# Хилков, Дмитрий Александрович
Князь Дми́трий Алекса́ндрович Хилко́в (13 ноября 1857 — 15 октября 1914) — русский политический деятель, толстовец, революционер из княжеского рода Хилковых.

## Биография
Родился в семье князя Александра Дмитриевича Хилкова (1834—1887, племянник генерала С. А. Хилкова) и его жены Юлии Петровны Джунковской (1837—1916, двоюродная сестра московского губернатора В. Ф. Джунковского). Воспитанник Пажеского корпуса, затем офицер лейб-гусарского полка. Участвовал в Русско-турецкой войне 1877—1878 гг. По окончании её служил в Закавказье, где познакомился с духоборами.
В 1884 году вышел в отставку и поселился в имении Павловка в Сумском уезде Харьковской губернии. В 1885 году землю в триста восемьдесят десятин (415 га) он продал по низкой цене крестьянам, а сам, оставив себе надел в семь десятин (7,6 га), стал жить личным земледельческим трудом. В 1887 году Хилков вступил в переписку с Львом Толстым и стал сторонником толстовства. Его дом превратился в сектантский центр.
Хилков был женат без церковного брака на Цецилии Владимировне Винер (1860—1922), дочери своего знакомого по Кавказу, полковника Владимира Ивановича Винера, и также последовательнице Толстого. Дети их не были крещены, что, по тогдашним российским законам, лишало их состояния и титула. Это вызвало крайнее недовольство матери Д. А. Хилкова Юлии Петровны Хилковой.
Соединив духоборчество со взглядами Толстого, Хилков стал проповедовать среди крестьян. К. П. Победоносцев в письме к Александру III от 1 ноября 1891 года указывал на развращающую деятельность Хилкова:
К несчастью, безумцы, уверовавшие в Толстого, одержимы так же, как и он, духом неукротимой пропаганды и стремятся проводить его учение в действие и проводить в народ. Таких примеров уже немало, но самый разительный пример — кн. Хилкова, гвардейского офицера, который поселился в Сумском уезде, Харьковской губ., роздал всю землю крестьянам и, основавшись на хуторе, проповедует крестьянам толстовское евангелие, с отрицанием церкви и брака, на началах социализма. Можно себе представить, какое действие производит он на невежественную массу! Зло это растет и распространяется уже до границ Курской губ., в местности, где уже давно в народе заметен дух неспокойный. Вот уже скоро 5 лет, как я пишу об этом и губернатору, и в министерство, но не могу достигнуть решительных мер, а между тем Хилков успел уже развратить около себя целое население села Павловки и соседних деревень. Он рассылает и вблизь, и вдаль вредные листы и брошюры, которым крестьяне верят.
В феврале 1892 года Хилков был выслан административно в Закавказье. Местом ссылки ему было назначено духоборческое село Башкичет Борчалинского уезда Тифлисской губернии. В 1896 году Хилков был переведен в уездный город Вейсенштейн Эстляндской губернии.

### В эмиграции
В 1898 году получил разрешение уехать за границу. После короткого визита в толстовскую колонию в Пурлее (Purleigh) в Англии Хилков в августе 1898 поехал в Канаду, где осматривал места для предполагавшегося переселения духоборов и вёл переговоры с канадским правительством о переселении. Среди лиц, занимавшихся обустройством духоборов на новом месте, вспыхнули разногласия по финансовым вопросам. Хилкова обвинили в том, что при осмотре земли, предложенной канадским иммиграционным комитетом, он не обратил должного внимания на важные экономические и климатические факторы, потому что канадское правительство дало Хилкову взятку.
Поселившись в июле 1899 года в Женеве, где находилась его семья, Хилков сотрудничал с социал-демократом В. Д. Бонч-Бруевичем и В. М. Величкиной. Сотрудничал в толстовском издании «Свободная мысль» и участвовал в создании марксистского журнала «Жизнь». Сотрудничал он и в газете «Искра». Одновременно сотрудничал с религиозным изданием евангельских христиан «Беседа».
Начиная с сентября 1901 года Хилковым была издана серия революционных противоправительственных брошюр под общим названием «Народные листки». В числе их была брошюра, им самим составленная, «Об уличных беспорядках (Мысли военного)», призывавшая к вооружённой борьбе с правительством. Хилков советовал формировать «десятки» и боевые дружины для вооружённой борьбы. В 1902 году Хилков перешёл уже к прямой пропаганде массового террора, заявляя, что каждый революционер должен быть террористом.
В 1903 году Хилков вступил в партию социалистов-революционеров, входил в заграничный комитет эсеров. Активно участвовал в конспиративной работе революционеров.

### В России
В ноябре 1905 года Хилков вернулся в Россию и поселился в своем хуторе Павловки. Взгляды его вновь претерпели радикальное изменение: теперь он становится истовым православным и усерднейшим апологетом церкви. Бывший толстовец и бывший революционер уговаривает своих сыновей посвятить себя военной или государственной службе.
В 1910 году обе дочери князя, Ольга и Елизавета, покончили с собой, приняв яд. По свидетельству священника Николая Чепурина, близко знавшего семейство Хилковых, «девушкам приходилось быть между тремя совершенно различными и антагонизирующими влияниями: бабушкиным (Юлия Петровна Хилкова — мать Дмитрия Александровича — была закоренелой монархисткой), отца и матери (Цецилия Владимировна Винер — жена Дмитрия Александровича — непоколебимая сторонница толстовства). В результате этих трёх влияний у них обеих в душе ничего не оставалось, никакой веры, никаких убеждений, кроме страшного хаоса и недовольства».
Когда началась война 1914 года, Хилков решил вновь поступить на военную службу. По личному распоряжению Николая II он был назначен войсковым старшиной Кубанского 3-го Хоперского полка, в котором служил ещё в годы русско-турецкой войны. 15 октября 1914 года он был убит в Карпатах в разведке.
Дмитрий Александрович был похоронен в хуторе Павловки, рядом со своей дочерью. В октябре 2010 года на могилах князя и княжны были установлены памятники. Внук Дмитрия Александровича, Алексей Хилков, по состоянию на 2002 год проживает в Мытищах.

## Сочинения
- Записки Д. А. Хилкова // Чертков В. Г. Похищение детей Хилковых. Б.м., 1901.
- Хилков Д. А. Террор и массовая борьба. // Вестник русской революции. 1905. № 4. С. 225—261.
- Хилков Д. А. О методе пчеловодства священника Юшкова. Сумы, 1912 г.
- Хилков Д. А. Письма князя Дмитрия Александровича Хилкова: В 2 вып. Сергиев Посад, 1915—1916.